# Щурм
Щурмът е вид военна маневра, в която бойците напредват към врага с най-висока скорост в опит да влязат в близка борба. Щурмът е доминиращата шокова тактика, която е била ключова и решителна в множество битки в историята. В съвременните щурмове обикновено участват малки групи срещу индивидуални позиции (като бункер), вместо големи групи бойци, щурмуващи друга група или укрепена линия.